# یواس‌اس آنتلوپ (پی‌جی-۸۶)
یواس‌اس آنتلوپ (پی‌جی-۸۶) (به انگلیسی: USS Antelope (PG-86)) یک کشتی بود که طول آن 164 ft 6 in بود. این کشتی در سال ۱۹۶۶ ساخته شد.